# Jūrė (stacja kolejowa)
Jūrė – stacja kolejowa w miejscowości Jūrė, w rejonie kozłoworudzkim, w okręgu mariampolskim, na Litwie. Znajduje się na linii kolejowej Kowno – Kibarty.
Dworzec został wybudowany w okresie międzywojennym, został wpisany do rejestru dóbr kultury Litwy w 2012 roku.